# Linsen
Die Linsen (Lens) sind eine Pflanzengattung in der Unterfamilie der Schmetterlingsblütler (Faboideae) innerhalb der Familie der Hülsenfrüchtler (Fabaceae).
Von wirtschaftlicher Bedeutung ist die als Nahrungspflanze genutzte Linse (Lens culinaris). Sie ist eine der ältesten Kulturpflanzen der Menschheit.

## Beschreibung

### Vegetative Merkmale
Die Lens-Arten sind vorwiegend einjährige, seltener auch ausdauernde, krautige Pflanzen. Der Stängel ist aufrecht bis niederliegend.
Die wechselständigen Laubblätter sind meist paarig gefiedert mit zwei bis acht Paaren von Fiederblättchen. Die Rhachis endet in einer grannenartigen Spitze, oder auch in einer einfachen Ranke; in seltenen Fällen ist eine Endfieder vorhanden. Die verkehrt-eiförmige bis verkehrt-eiförmig-lanzettlichen Fiederblättchen besitzen einen glatten Rand. Die Nebenblätter sind halbpfeilförmig bis lanzettlich.

### Generative Merkmale

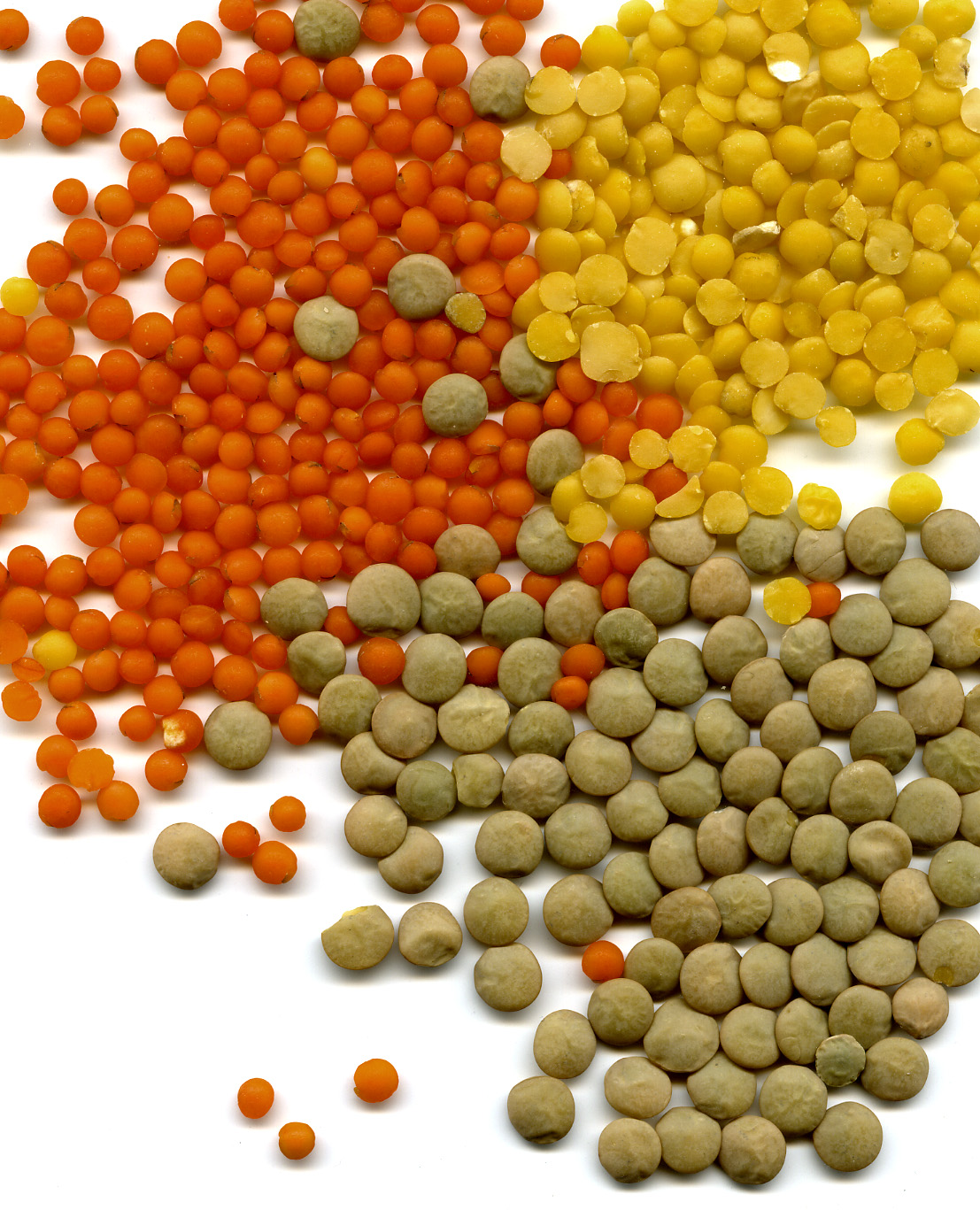
Linsensamen sind in ihrem Innern, also nach Entfernen der Schale je nach Sorte gelb oder rot-orange, die grünen Linsen hier sind nicht geschält (Lens culinaris)

In seitenständigen, lang gestielten, traubigen Blütenständen stehen nur eine bis mehrere Blüten. Die Tragblätter sind klein und hinfällig und Deckblätter fehlen.
Die für die Familie relativ kleinen Blüten sind zwittrig, zygomorph, fünfzählig mit doppelten Perianth. Die fünf gleichen Kelchzähne sind mehrfach länger als die Kelchröhre. Die fünf Kronblätter sind weiß, blass lila bis bläulich. Die genagelte Fahne ist verkehrt-eiförmig. Die zwei genagelten und geöhrten Flügel sind mit dem Schiffchen verwachsen. Das Schiffchen ist gerade, spitz und besitzt häufig einen leichten Schnabel. Es sind zehn Staubblätter vorhanden, wobei das oberste Staubblatt frei ist und die Staubblattröhre schief abgeschnitten ist. Der fast sitzende Fruchtknoten beinhaltet nur zwei Samenanlagen. Der Griffel ist dorsiventral leicht abgeflacht und trägt oben an der Innenseite einen leichten Bart. Die Narbe ist klein und eiförmig.
Die kurz gestielte Hülsenfrucht ist stark abgeflacht und beinhaltet ein bis zwei Samen. Die braunen Samen sind abgeflacht und rundlich. Der Funiculus (Stiel) ist in einen Arillus erweitert.
Alle Lens-Arten sind diploid mit einem Chromosomensatz von 2n = 14.

## Verbreitung
Die als Nahrungs-Linse verbreitete Art Lens culinaris Medik. wird praktisch weltweit angebaut. Die größten Erzeuger sind Kanada, Indien und die Türkei. Im Jahr 2017 wurden weltweit etwa 7,6 Millionen Tonnen geerntet, davon allein in Kanada annähernd 50 %.
In Europa sind die Hauptanbaugebiete Spanien und Frankreich.

## Systematik
Der Name Lens geht auf die lateinische Bezeichnung für die Linse zurück. Die Gattungsname Lens wurde 1754 von Philip Miller in The Gardeners Dictionary...Abridged..., 4. Auflage, Band 2 erstveröffentlicht.  Ein Synonym für Lens Mill. ist Lentilla W.Wight ex D.Fairchild.
Die Gattung Lens gehört zur Tribus Fabeae in der Unterfamilie der Faboideae innerhalb der Familie der Fabaceae.

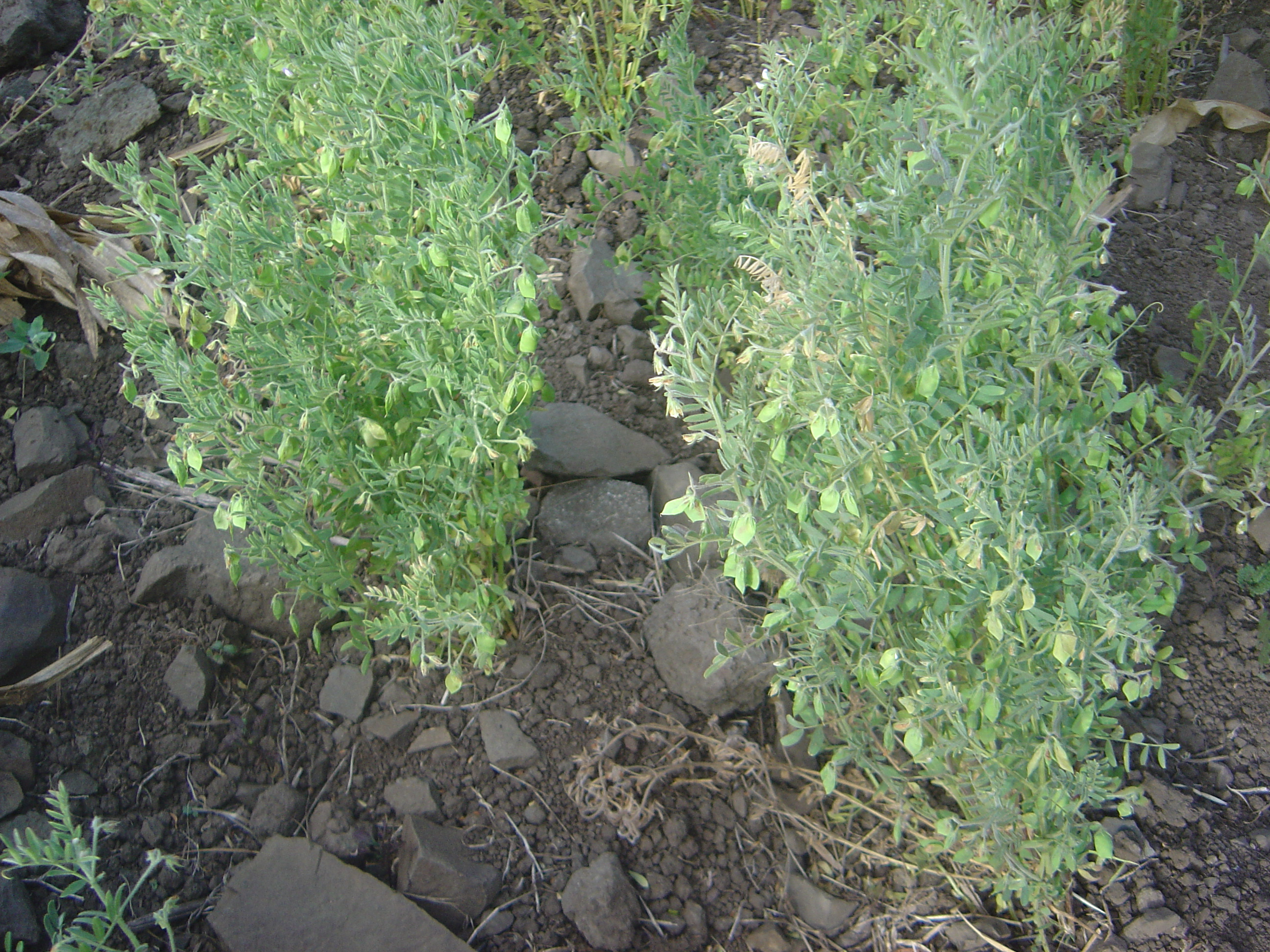
Lens culinaris

Die Gattung Lens umfasst vier oder sechs Arten:
- Lens culinaris Medik. ist die als Nahrungsmittel genutzte Linse.[6]
- Lens ervoides (Brign.) Grande: Sie kommt ursprünglich in Südeuropa, in Marokko, Algerien, Äthiopien, Uganda, Zaire, in Westasien und im Kaukasusraum vor.[5]
- Lens himalayensis Alef.: Sie kommt in Indien im Bundesstaat Himachal Pradesh vor.
- Lens lamottei Czefr.: Sie kommt in Marokko, Spanien und  Frankreich vor.[5]
- Lens nigricans Godr.: Sie kommt in Marokko, Algerien, Tunesien, auf den Kanaren, in Südeuropa, in Zypern, in der Türkei und auf der Krim vor.[5]
- Lens orientalis (Boiss.) Schmalh. (bei manchen Autoren Lens culinaris subsp. orientalis (Boiss.) Ponert): Sie kommt in West- und Zentralasien, im Kaukasusraum und auf der Krim vor und ist im nordwestlichen Pakistan und in Griechenland eingebürgert.[5][1]

Die Schwestergruppe der Gattung Lens ist die Gattung Vicia.